# Wes Craven präsentiert Dracula II – The Ascension
Wes Craven präsentiert Dracula II – The Ascension ist ein amerikanischer Horrorfilm aus dem Jahr 2003. Es ist der zweite Film der dreiteiligen Reihe „Wes Craven Presents Dracula“. Der Film ist eine direkte Fortsetzung von Wes Craven präsentiert Dracula aus dem Jahr 2000. In ihm gelangt eine Gruppe Medizinstudenten an den Körper Draculas, den sie wieder zum Leben erwecken, um durch dessen Blut hinter der Geheimnis ewigen Lebens zu kommen. Der Film erhielt 2005 mit Wes Craven präsentiert Dracula III – Legacy eine weitere Fortsetzung, die ebenfalls von Patrick Lussier inszeniert wurde.

## Handlung
Im Leichenschauhaus von New Orleans wird ein verkohlter Leichnam eingeliefert. Zwei Medizinstudenten, Elisabeth und Luke, beginnen mit der Sektion, entdecken aber einige Anomalitäten. Bei der Untersuchung der Zähne verletzt sich Elisabeth an diesen, verschweigt den Vorfall jedoch. Den beiden Studenten kommt der Verdacht, dass es sich bei dem Leichnam um einen Vampir handeln könnte, und Elisabeth kontaktiert daraufhin den unheilbar erkrankten und im Rollstuhl sitzenden Professor Lowell, der ihr Liebhaber ist. Kurz darauf meldet sich zudem ein anonymer Interessent, der Luke für die Leiche des Vampirs 30 Millionen Dollar bietet.
Nur wenig später taucht im Leichenschauhaus der Vampirjäger Pater Uffizi auf, der dem Leichnam die letzte Ölung geben will, da es sich bei dem Toten um den Leichnam Draculas handelt. Doch den beiden Studenten, die die Aussicht auf das Geld lockt, gelingt es, den Leichnam aus dem Leichenschauhaus zu entwenden, indem sie Uffizi mit einer anderen Leiche ablenken. Unter Anleitung von Professor Lowell wird die Vampirleiche von den Studenten in das unbewohnte Landhaus der Eltern des Professors gebracht, wo bereits zwei weitere Studenten eine blutgefüllte Badewanne vorbereitet haben, in welcher der Vampir wieder zum Leben erweckt werden soll. Als die Studenten nach einiger Zeit den weiterhin leblosen Körper begutachten, erwacht der Vampir plötzlich zum Leben und tötet einen von ihnen. Gerade rechtzeitig taucht der Bote des unbekannten Investors, der sich Eric nennt, auf und kann den Vampir mit künstlichem UV-Licht bändigen.
Trotz anfänglichem Zweifel nach dem Tod ihrer Freundin sehen die verbliebenen Studenten neben dem Geld auch die Chance, mit weiteren Forschungen das Geheimnis der Unsterblichkeit zu finden. Ermuntert werden sie von Professor Lowell, für den das Geheimnis der Unsterblichkeit lebensnotwendig ist, da er krankheitsbedingt bald sterben wird. Der Vampir wird für die weiteren Forschungen von dem Landhaus in ein verlassenes Schwimmbad gebracht, wo er festgehalten wird. Der Professor und die Studenten experimentieren mit dessen Blut und vermischen, ohne auf das damit verbundene Risiko zu achten, vampirisches und menschliches Blut. Getrieben vom Wahn des ewigen Lebens spritzt sich einer der Studenten das Blut Draculas und wird somit selbst zu einem Vampir. Er tötet in der Umgebung eine junge Frau, wird danach jedoch von dem inzwischen auf ihre Spur gekommenen Uffizi zur Strecke gebracht.
Für Professor Lowell drohen die Forschungen zu scheitern, da die letzte noch verbliebene vampirische Blutreserve verbraucht wurde. Elisabeth gibt dem Vampir daraufhin etwas von ihrem eigenen Blut zu trinken, damit dessen Körper wieder neues Eigenblut für die weiteren Forschungen herstellen kann. Dies macht sie jedoch auch, weil sie sich inzwischen aufgrund ihrer eigenen Infektion immer stärker zu dem Vampir hingezogen fühlt.
Der Professor gelangt schließlich nach der Infusion zu neuer Kraft und kann endlich auch wieder ohne Hilfe gehen. Er gesteht Elisabeth nur wegen seiner Krankheit mit ihr zusammen gewesen zu sein, nicht aus Liebe, und dass sie nicht die erste Frau gewesen ist, mit der er so verfahren ist. Es stellt sich nun auch heraus, dass der geheimnisvolle Investor in Wirklichkeit Lowell selbst ist und Eric ein alter Studienfreund von diesem ist. Lowell hatte in seiner Jugend selbst in einer Anatomie einmal einen Vampir gesehen, jedoch waren die Beweise für dessen Existenz schnell beseitigt worden, seitdem suchte er nach weiteren.
Eric, der sich die letzte neugezapfte Blutkonserve aneignet, wird von Luke überwältigt. Der Professor, der sich inzwischen aufgrund der Infusion auch zum Vampir verwandelt hat, wird von Uffizi getötet. Der Vampir, gestärkt durch Elisabeths Blut, kann sich befreien und tötet Eric. Uffizi, der bemerkt, dass sich Elisabeth verwandelt, weist Luke an, sie ins Sonnenlicht zu bringen, um die Verwandlung aufzuhalten, doch die Flucht nach draußen wird vom Vampir vereitelt. Uffizi stellt sich nun dem Vampir, um ihm die Absolution zu erteilen. Auf diesem Wege könnte er wieder zu Gott finden und wäre erlöst. Doch die nun komplett zum Vampir verwandelte Elisabeth verletzt Uffizi mit dessen Armbrust und hält ihn somit auf, sodass sie und der Vampir fliehen können.

## Kritik
„Der um Originalität bemühte Horrorfilm verbindet die vielen Versatzstücke des Genres zu keiner befriedigenden Einheit und vermag so die Spannung nicht bis zum Ende zu halten.“